# Batumi
Batumi (gruzijski: ბათუმი, stari naziv Batum) grad je u Gruziji, glavni grad autonomne pokrajine Adžarije. Nalazi se na jugozapadu države, na crnomorskoj obali.

## Povijest
Batumi je osnovan kao starogrčka kolonija pod imenom Batis. Naziv potiče od grčke fraze batis limin, što znači „duboka luka“.  Turci su zauzeli ovaj grad u 17. stoljeću, a 1873. su ga preuzeli Rusi. Već 1890-ih Batumi je bio jedna od značajnih svjetskih izvoznih luka (vuna, mangan, drvo, svila, nafta). Staljin je ovdje organizirao štrajkove 1901. godine. Poslije Prvoga svjetskog rata grad je prelazio iz turskih u britanske ruke, a ponovo je ugovorom između Sovjetskoga Saveza i Turske 18. travnja 1921. godine pripao Sovjetskom Savezu. Tada je ustrojena autonomna republika Adžarija.

## Stanovništvo
Prema popisu stanovništva iz 2014. godine u gradu je živjelo 152 839 stanovnika, dok je prosječna gustoća naseljenosti bila 2 355 stan./km2.
Etničke sastav stanovništva (2014.):
- Gruzijci - 93,4%
- Armenci - 3,0%
- Rusi - 1,9%
- Ukrajinci - 0,4%
- ostali - 1,3%

Većina stanovnika pripada gruzijskoj pravoslavnoj crkvi. U gradu žive pravoslavci, muslimani, katolici, armenski katolici i židovi. Prema podatcima iz 2012. godine u gradu je živjelo 190 405 stanovnika.

## Šport
- FC Dinamo Batumi, nogometni klub (osnovan 1923.)

## Pobratimljeni i gradovi prijatelji
Batumi ima suradnju s ovim gradovima:
- Bari, Italija, 1987.[2]
- Donostia–San Sebastián, Španjolska, 1987.[2][3]
- Savannah, SAD, 1992.[2][3]
- Pirej, Grčka, 1996.[2][3][4]
- Kislovodsk, Rusija, 1997.[2]
- Ashdod, Izrael, 2011.
- Trabzon, Turska, 2000.[2][3]
- Vanadzor, Armenija, 2006.[2][3]
- Volos, Grčka, 2007.[2][3]
- Jalta, Ukrajina, 2008.[2][3]
- Burgas, Bugarska, 2009.[2]
- Marbella, Španjolska, 2010.[2]
- Kuşadası, Turska, 2010.[2]
- Verona, Italija, 2010.[2]
- Ordu, Turska, 2011.[2]
- Ternopil, Ukrajina, 2011.[2][3]
- New Orleans, SAD, 2012.[2]
- Yalova, Turska, 2012.[2]
- Naxçıvan, Azerbajdžan

, 2012.
- Daugavpils, Latvija, 2012.[2][3]
- Arak, Iran, 2013.[2]

## Vanjske poveznice
|  | Zajednički poslužitelj ima još gradiva o temi Batumi |

- Službena stranica
- Turistički vodič za Batumi  Arhivirana inačica izvorne stranice od 4. listopada 2014. (Wayback Machine)
- Fotografije grada